# Høylandet
Høylandet (sydsamiska: Hillaante) är en kyrkby som utgör centralort och enda tätort i Høylandets kommun i Trøndelag fylke i mellersta Norge. Orten ligger där fylkesväg 17 möter fylkesväg 775. Här finns Høylandets kyrka.

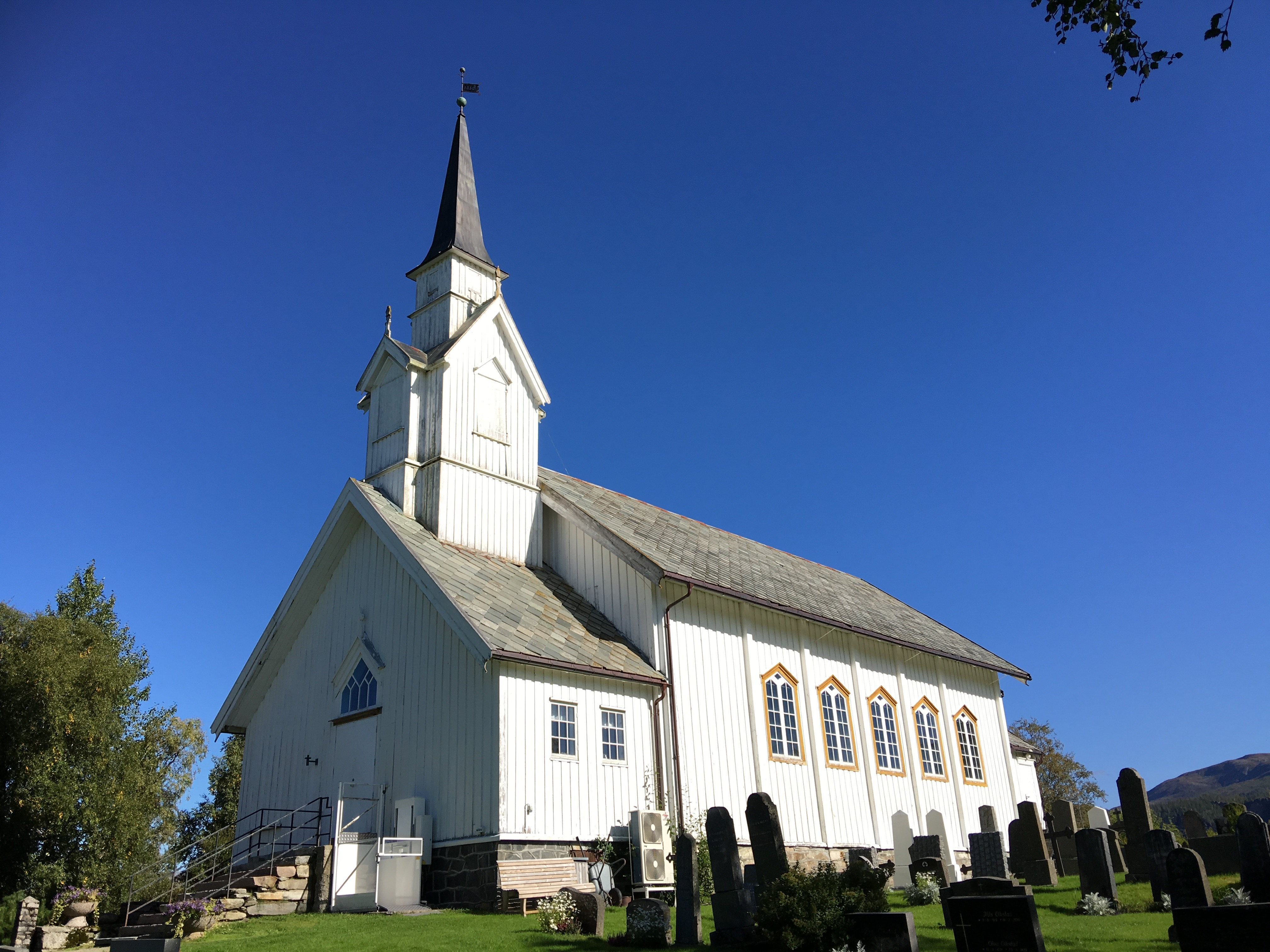
Høylandets kyrka.